# Âm nhạc Ba Lan
Âm nhạc Ba Lan bao gồm các khía cạnh khác nhau của âm nhạc đương đại và âm nhạc dân gian có nguồn gốc từ Ba Lan. Các nghệ sĩ đến từ Ba Lan bao gồm các nhà soạn nhạc cổ điển nổi tiếng thế giới như Frédéric Chopin, Witold Lutosławski, Krzysztof Penderecki, Karol Szymanowski và Henryk Górecki; những nghệ sĩ piano nổi tiếng như Arthur Rubinstein, Ignacy Jan Paderewski và Krystian Zimerman; cũng như các nghệ sĩ nhạc đại chúng và các nhóm nhạc dân gian, từ đó tạo nên một nền âm nhạc phong phú và sống động ở từng cấp độ. Các nhạc sĩ của Ba Lan trong suốt bề dày lịch sử đã phát triển và phổ biến nhiều thể loại âm nhạc và điệu múa dân gian như mazurka, polonaise, krakowiak, kujawiak, polska dance, oberek; cũng như thể loại thơ hát (poezja piewana) và những người khác. Mazurka (Mazur), Krakowiak, Kujawiak, Oberek và Polonaise (Polonez) được coi là điệu múa quốc gia Ba Lan, có bắt nguồn từ thời đầu trung cổ. Lâu đời nhất trong số đó là Polonaise, xuất phát từ các điệu nhảy trong cuộc thi thời trung cổ và ban đầu nó được gọi là "chodzony", một "điệu nhảy đi bộ".
Âm nhạc Ba Lan thể hiện sự ảnh hưởng từ nhiều phong cách khác nhau của âm nhạc thế giới, được thể hiện bởi các ca sĩ, nhạc sĩ và biểu tượng nhạc pop nổi tiếng bao gồm Margaret, Maria Peszek, Myslovitz, Edyta Bartosiewicz, Doda; cũng như các nhạc sĩ nhạc jazz Tomasz Stańko, Krzysztof Komeda, Włodek Pawlik, Adam Makowicz, Leszek Możdżer, Michał Urbaniak; và các ban nhạc black metal như Behemoth, Vader, Decapitated; cùng với các ban nhạc progressive rock như SBB, Riverside, nhạc phim và nhạc đương đại của nhà soạn nhạc Wojciech Kilar, Jan AP Kaczmarek, Zbigniew Preisner, Abel Korzeniowski, Krzesimir Dębski, và Krzysztof Meyer trong số rất nhiều người khác.

## Âm nhạc thời Trung cổ và thời Phục hưng

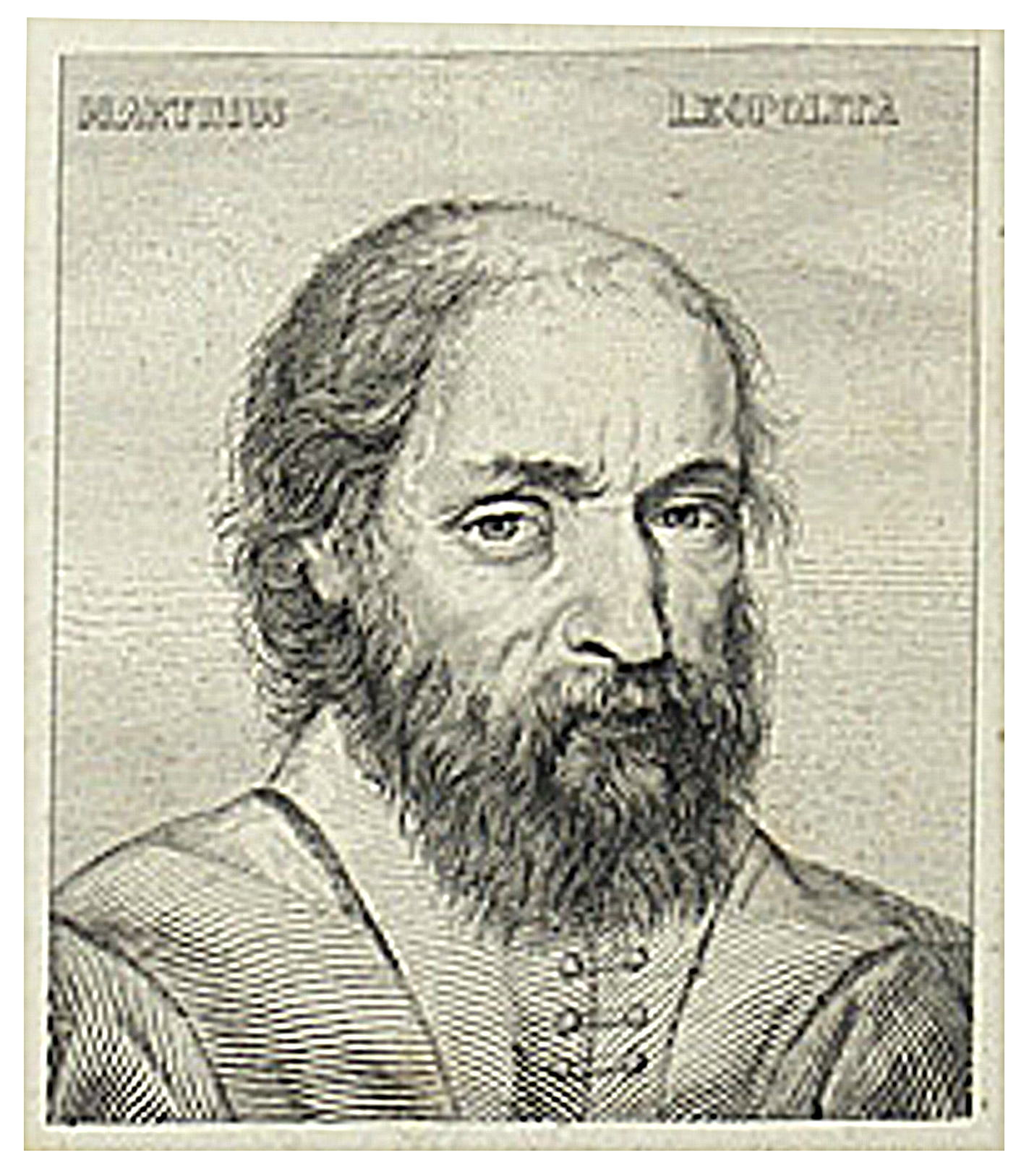
Chân dung của Marcin Leopono, c. 1570

Nguồn gốc của âm nhạc Ba Lan có thể được bắt nguồn từ thế kỷ 13, khi đó các bản thảo đã được tìm thấy ở Stary Sącz, có chứa các tác phẩm đa âm liên quan đến Trường phái Đức Bà Paris. Các tác phẩm khác, chẳng hạn như giai điệu của Bogurodzica, cũng có thể có từ thời kỳ này. Nhà soạn nhạc vô cùng nổi tiếng đầu tiên Mikołaj z Radomia sống ở thế kỷ 15.
Trong thế kỷ 16, chủ yếu là hai đoàn nhạc - cả hai đều đến từ Kraków, thuộc quyền sở hữu của Vua Ba Lan và Tổng Giám mục Wawel - đã dẫn dắt sự đổi mới nhanh chóng của âm nhạc Ba Lan. Các nhà soạn nhạc trong giai đoạn này bao gồm Wacław z Szamotuł, Mikołaj Zieleński, Nicolaus Cracoviensis, Marcin Leopolita và Mikołaj Gomółka, người đã sáng tác "Giai điệu cho người hát Ba Lan". Diomedes Cato, một người Ý bản địa sống ở Kraków từ khi mới năm tuổi, đã trở thành một trong những trung úy nổi tiếng nhất tại triều đình Sigismund III. Ông không chỉ đem một số phong cách âm nhạc mới mẻ từ Nam Âu, mà còn pha trộn chúng với âm nhạc dân gian của bản địa.

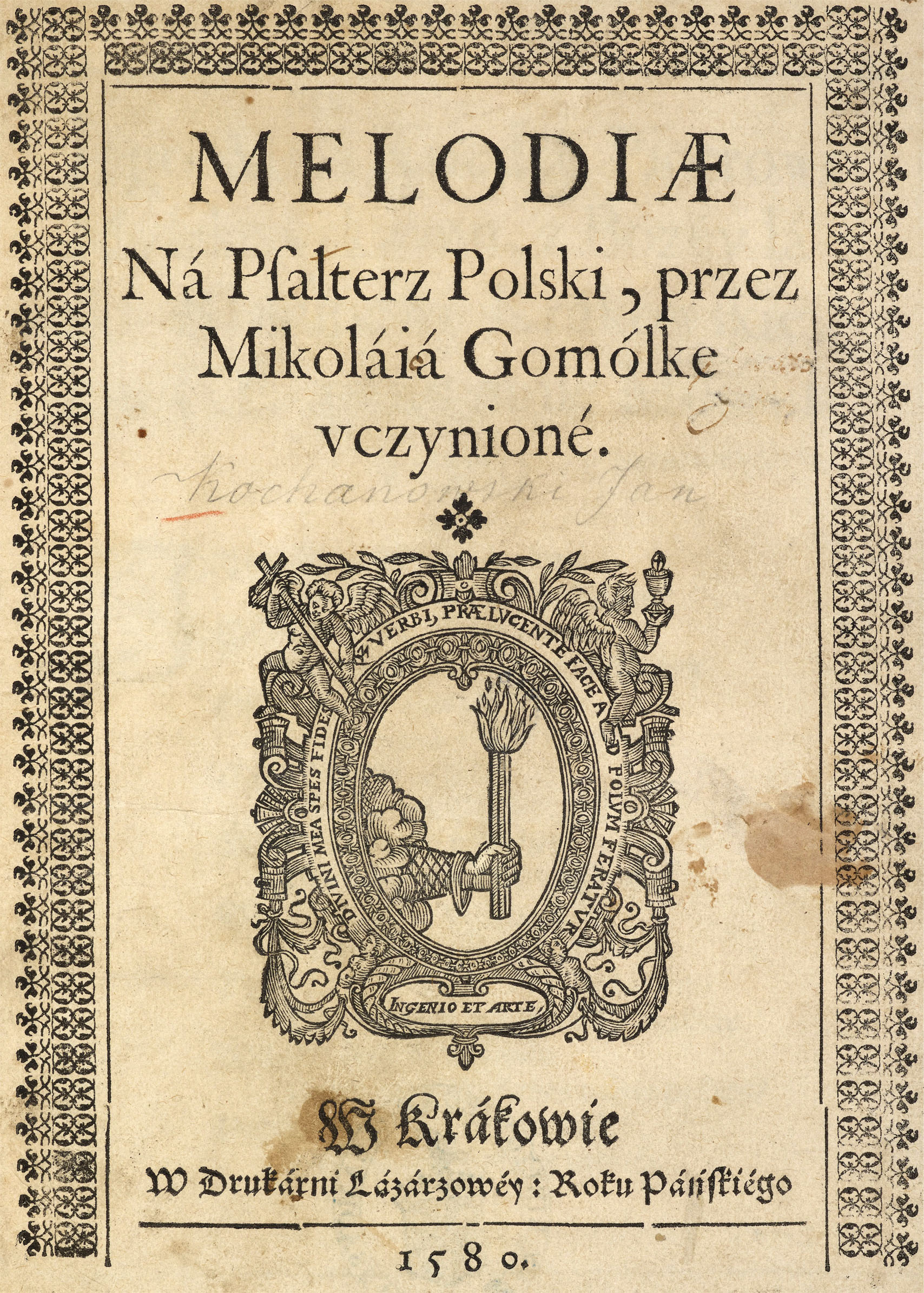
Trang bìa của "Giai điệu cho người hát Ba Lan" được sáng tác bởi Mikołaj Gomółka, 1580

## Nhạc Baroque
Ở thế kỷ 17, các nhà soạn nhạc Ba Lan phần lớn tập trung vào âm nhạc baroque, các bản hòa tấu cho giọng nói, nhạc cụ và basso continuo, và điều đó vẫn tiếp tục diễn ra trong thế kỷ 18. Nhà soạn nhạc nổi tiếng nhất trong thời kỳ này là Adam Jarzębski, được biết đến với các tác phẩm nhạc cụ như Chromatica, Tamburetta, Sentinella, Bentrovata và Nova Casa. Các nhà soạn nhạc khác bao gồm Grzegorz Gerwazy Gorczycki, Franciszek Lilius, Bartłomiej Pękiel, Stanisław Sylwester Szarzyński và Marcin Mielczewski. Ngoài ra, trong những năm cuối của thế kỷ 16 và đầu thế kỷ 17, một số nhạc sĩ người Ý là khách tại các cung điện hoàng gia như Sigismund III Vasa và Władysław IV. Những người này bao gồm Luca Marenzio, Giovanni Francesco Anerio và Marco Scacchi.
Ngoài ra, dòng nhạc Opera xuất hiện và phát triển mạnh ở Warsaw vào năm 1628, với một buổi biểu diễn của Galatea (nhà soạn nhạc nghiệp dư). Đó là vở opera đầu tiên của Ý được biểu diễn bên ngoài nước Ý. Ngay sau buổi biểu diễn này, cung điện đã cho phép trình diễn vở opera La Liberazione di Ruggiero dall'isola'Alcina của Francesca Caccini. Bà đã viết cho Hoàng tử Władysław ba năm trước khi ông ở Ý. Có thể nói, đây là vở opera lâu đời nhất được lưu lại được viết bởi một người phụ nữ. Khi Władysław trở thành vua (với tư cách là Władysław IV), ông đã giám sát việc phát hành ít nhất mười vở opera vào cuối những năm 1630 và 1640, biến Warsaw thành một trung tâm nghệ thuật của châu Âu. Tuy nhiên, tác giả của những vở opera này lại không được biết đến: họ có thể là người Ba Lan làm việc dưới thời Marco Scacchi trong nhà thờ hoàng gia, hoặc họ có thể là một trong những người Ý được đưa đến bởi Władysław.

## Nhạc cổ điển và nhạc trữ tình

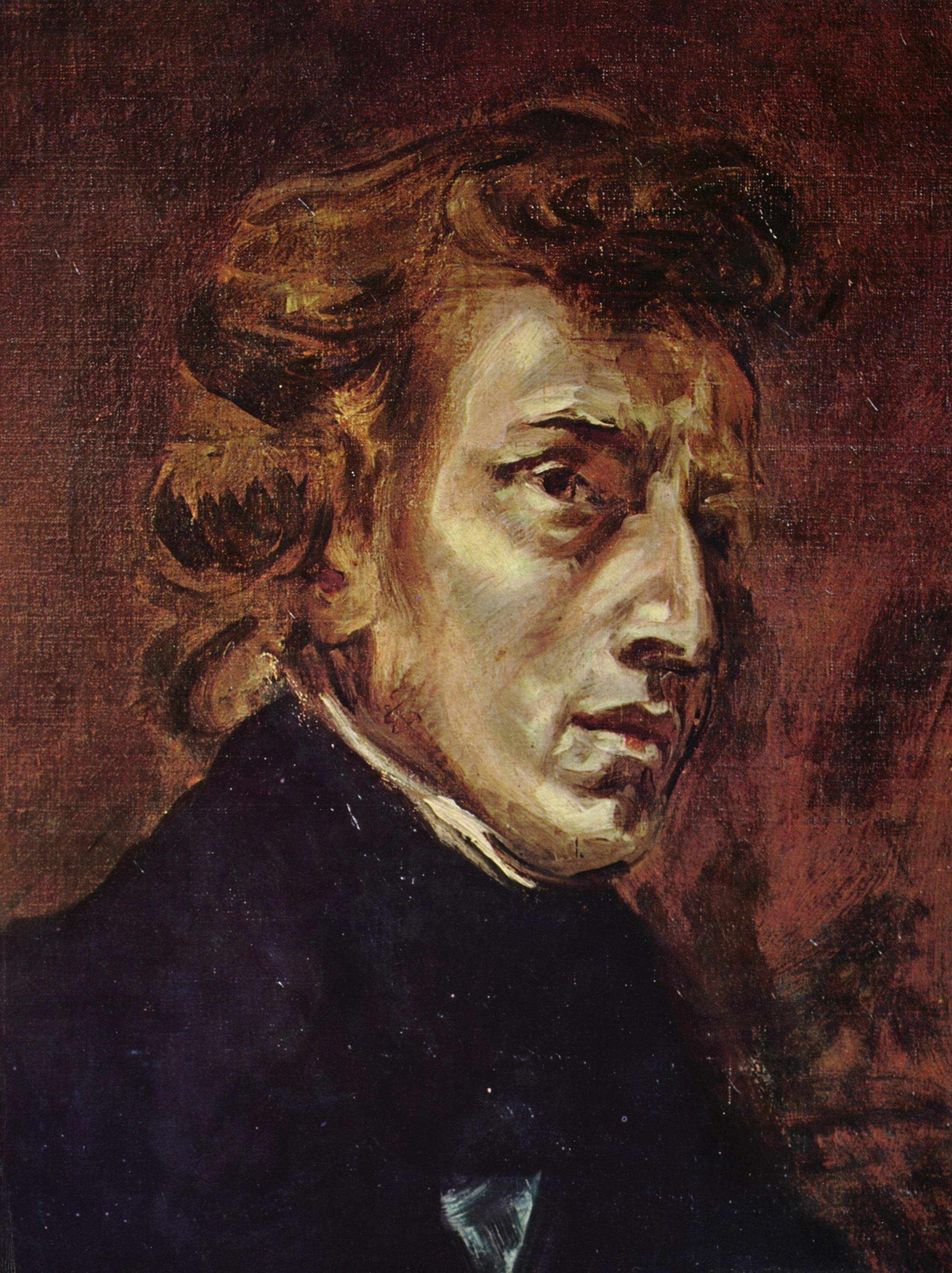
Frédéric Chopin, vẽ bởi Delacroix, năm 1838

Vào cuối thế kỷ 18, âm nhạc cổ điển Ba Lan đã phát triển rực rỡ và có sức ảnh hưởng lan tỏa đến tầm quốc gia như Polonaise và Mazurka - đây có lẽ là biểu tượng tượng trưng cho nền âm nhạc nghệ thuật Ba Lan. Polonaise cho piano đã và vẫn còn phổ biến đến ngày nay, như những tác phẩm của Michał Kleofas Ogiński, Karol Kurpiński, Juliusz Zarębski, Henryk Wieniawski, Józef Elsner, và nổi tiếng nhất là Frédéric Chopin. Chopin đến nay vẫn vô cùng nổi tiếng và được coi là người sáng tác ra rất nhiều tác phẩm mang tính đóng góp cao, bao gồm mazurkas, nocturnes, ví von và concerto, đi kèm với việc sử dụng các chất liệu âm nhạc truyền thống của Ba Lan trong các tác phẩm của mình. Cùng thời gian đó còn có Stanisław Moniuszko, nghệ sỹ cá nhân hàng đầu trong sự phát triển thành công của opera Ba Lan, hiện tại vẫn nổi tiếng với các vở opera như Halka và The Haunted Manor. Vở opera mang tính quốc gia đầu tiên, Krakowiacy i Górale viết bởi Wojciech Bogusławski và Jan Stefani được công chiếu vào ngày 1 tháng 3 năm 1794. Trong thế kỷ 19, các nhà soạn nhạc nổi tiếng nhất là Maria Agata Szymanowska, Franciszek Lessel và Ignacy Dobrzyński. Các nhà soạn nhạc opera nổi bật và có ảnh hưởng lớn là Karol Kurpiński và Stanisław Moniuszko. Vào đầu thế kỷ 19 và 20, các nhà soạn nhạc đáng chú ý nhất là Władysław Zeleński và Mieczysław Karłowicz. Riêng Karol Szymanowski đã nổi bật từ trước Thế chiến II. Trong khi đó, Józef Koffler là nhà soạn nhạc mười hai giai điệu đầu tiên của Ba Lan (dodecaphonist).

### Nhạc cổ điển đương đại

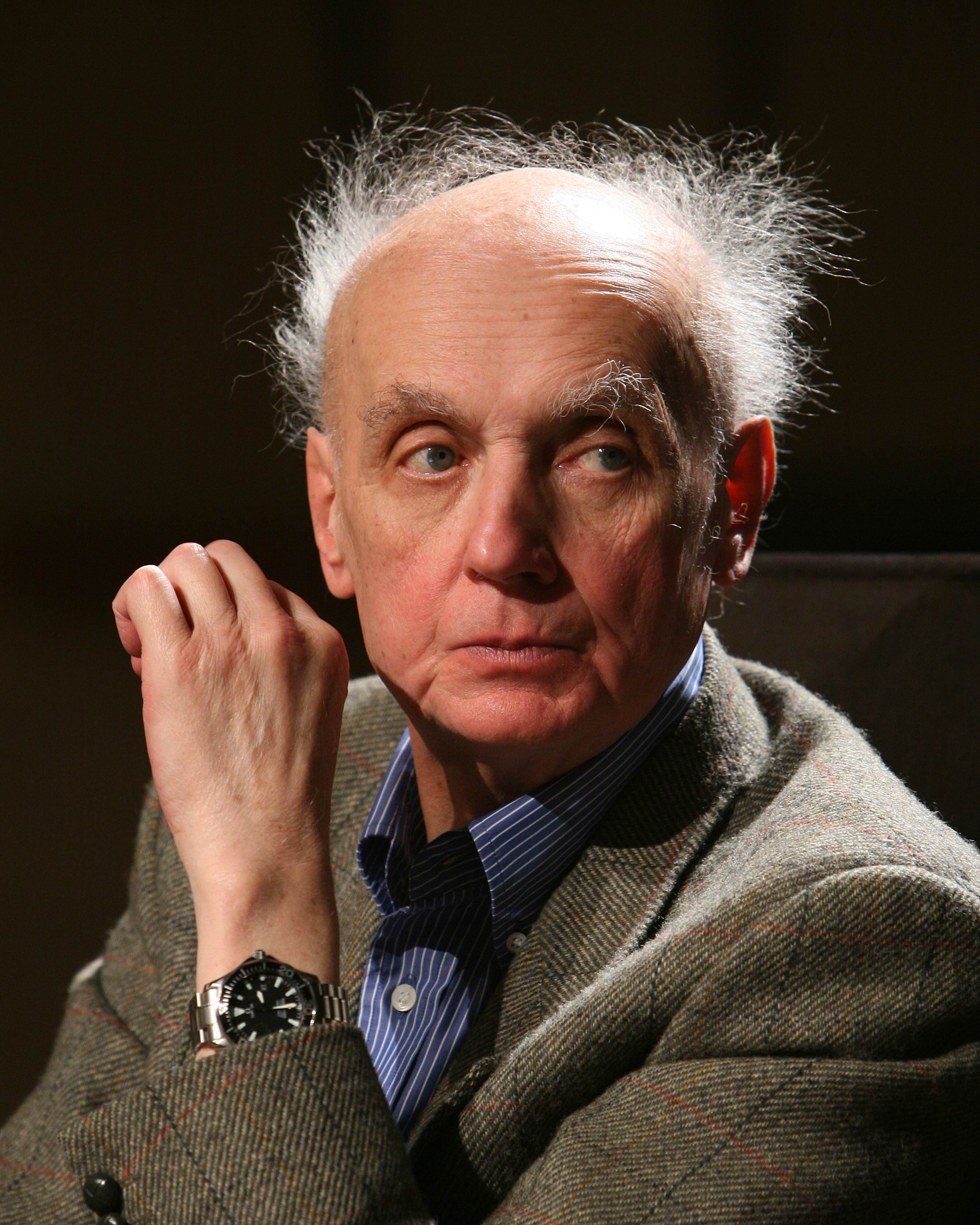
Wojciech Kilar, nhà soạn nhạc cổ điển và nhạc phim, 2006

Khi các cuộc chiến tranh trên thế giới đang diễn ra, một nhóm các nhà soạn nhạc mới và mới nổi đã thành lập Hiệp hội nhạc sĩ trẻ Ba Lan; trong đó bao gồm các ngôi sao sáng trong tương lai như Grażyna Bacewicz, Zygmunt Mycielski, Michał Spisak và Tadeusz Szeligowski.
Sau Thế chiến II và Ba Lan trở thành một phần của một hệ thống xã hội chủ nghĩa, một số nhà soạn nhạc như Roman Palester và Andrzej Panufnik đã trốn khỏi đất nước và phải sống lưu vong. Đầu những năm 1960, vài nhà soạn nhạc Ba Lan đã thành lập Trường Nhạc sĩ Ba Lan, đặc trưng bởi việc sử dụng chủ nghĩa âm thanh và chủ nghĩa dodecaphonism. Phong cách mới này nổi lên từ cuộc khủng hoảng chính trị năm 1956, sau cái chết của Stalin. Cùng năm lễ hội âm nhạc mùa thu Warsaw được khánh thành, cả hai kết nối chặt chẽ với nhau. Theo nhạc trưởng Antoni Wit, các nhà soạn nhạc đã được tự do hoạt động nghệ thuật vì chế độ cai trị Ba Lan không khắc nghiệt như các chế độ độc tài khác trong Đông Âu và âm nhaqcj cũng không được coi là ảnh hưởng nhiều đến ý thức hệ như văn học, sân khấu hay điện ảnh. Các nhà soạn nhạc từ "Trường Ba Lan" bao gồm Tadeusz Baird, Bogusław Schaeffer, Włodzimierz Kotoński, Witold Szalonek, Krzysztof Penderecki, Witold Lutosławski, Wojciech Kilar, Kazimierz Serocki, Tomasz Sikorski, Zygmunt Krauze và Henryk Mikołaj Górecki.
Các nhà soạn nhạc cổ điển và nhạc jazz ở thời đại mới hơn bao gồm Krzysztof Meyer, Jan AP Kaczmarek, Paweł Szymanski, Krzesimir Dębski, Hanna Kulenty, Eugeniusz Knapik, Paweł Łukaszewski, Paweł Mykietyn, Maciej Zieliński, Marcel Chyrzyński, Marta Ptaszynska và Agata Zubel.

### Phát hành bản thu nhạc
Công ty Mehkie Nagrania Muza được coi là công ty thu âm của nhà nước từ năm 1956. Sau sự sụp đổ của chủ nghĩa cộng sản, nó đã được Warner Music chi nhánh Ba Lan mua lại. Nó phát hành nhiều bài hát phù hợp với từng thị hiếu âm nhạc khác nhau của mỗi người như âm nhạc dân gian, nhạc đại chúng, nhạc cổ điển và nhạc thiếu nhi.

## Nhạc dân gian
Âm nhạc dân gian Ba Lan được tổng hợp vào thế kỷ 19 bởi Oskar Kolberg, như một phần của làn sóng phục hưng dân tộc Ba Lan.  Sau Thế chiến II, tại Cộng hòa Nhân dân Ba Lan, nhạc truyền thống dần trở nên phổ biến, nhưng các buổi biểu diễn và phát sóng công cộng cũng được tổ chức và chính thức quảng bá dưới nhiều hình thức khác nhau. Các đoàn nhạc dân gian quy mô lớn với sự hỗ trợ của nhà nước dần dà trở nên nổi bật.  Nổi tiếng nhất trong số này là Mazowsze và Śląsk, cả hai vẫn đang tiếp tục biểu diễn đến ngày nay. Mặc dù các ban nhạc như vậy trình diễn nghiêng về các tiết mục dân gian trong khu vực, sự hòa trộn âm thanh một cách khéo léo và đồng đều, về tổng thể, mang phong cách Ba Lan. Có nhiều nhóm xác thực hơn, chẳng hạn như Słowianki, nhưng hình ảnh quá nhàm chán của âm nhạc dân gian làm cho toàn bộ thể loại này không hấp dẫn đối với một số khán giả thưởng thức, và do đó bị mai một dần.
Nhạc khiêu vũ Ba Lan, đặc biệt là mazurka và polonaise, phổ biến bởi Frédéric Chopin, đã sớm lan rộng khắp châu Âu và các nơi khác.  Đây là những điệu nhảy ba lần, trong khi các hình thức năm nhịp phổ biến hơn ở phía Đông Bắc và các điệu nhảy đôi thời gian như điệu krakowiak đến từ phía nam. 'Polonaise' xuất phát từ tiếng Pháp có nghĩa là 'Ba Lan' và được sử dụng để xác định nguồn gốc của nó trong giới quý tộc Ba Lan, người đã điều chỉnh điệu nhảy từ một điệu nhảy chậm gọi là chodzony.  Polonaise sau đó trở lại với lối sống âm nhạc của tầng lớp thấp hơn, đồng thời trở thành một phần không thể thiếu trong âm nhạc Ba Lan.

### Podhale
Trong khi âm nhạc dân gian mất đi sự phổ biến ở Ba Lan, đặc biệt là ở khu vực thành thị, thì điểm thu hút khách du lịch của Podhale vẫn giữ được sự sống động.  Thủ đô Zakopane của khu vực này là một trung tâm nghệ thuật từ cuối thế kỷ 19, khi đó những người như nhà soạn nhạc Karol Szymanowski, người đã khám phá âm nhạc dân gian Goral ở đó, làm cho khu vực này trở nên trang trọng hơn trong giới trí thức châu Âu.  Mặc dù là một phần của Ba Lan, đời sống âm nhạc của Podhale có liên quan chặt chẽ hơn với cuộc sống ở vùng núi Carpathian của Ukraine, Slovakia, Moravia ở Cộng hòa Séc và Transylvania.
Các nhóm nhạc địa phương sử dụng các nhạc cụ dây như violon và cello để chơi các thang âm đặc biệt với âm thứ tư, chủ yếu là âm giai lydian và thang âm, ở Ba Lan gọi là skala podhalańska. (Phong cách hát đặc biệt được sử dụng trong quy mô này được gọi là lidyzowanie). Đàn violin chính (prym) được đi kèm với một số violin thứ hai (sekund) và cello ba dây (basy).  Các điệu nhảy thời gian Duple như krzesany, zbójnicki (điệu nhảy của Brigand) và ozwodna rất phổ biến. Ozwodna có cấu trúc giai điệu năm thanh khá bất thường. Trong khi đó, krzesany là một điệu nhảy cực kỳ nhanh chóng, còn zbójnicki rất nổi tiếng và được coi là "điển hình" nhất của Podhale và Bắc Slovakia. Các bài hát dân gian thường tập trung vào những anh hùng như Juraj Jánošík.
Bên ngoài Podhale, một số vùng khác cũng có nhạc dân gian hoạt động vô cùng mạnh mẽ với các lễ hội âm nhạc, như Lễ hội Kazimierz.  Các ban nhạc dân gian trong vùng gồm Gienek Wilczek Band (Bukowina), Tadeusz Jedynak Band (Przystalowice Nam), Stachy Band (Hazców nad Wislokiem), Franciszek Gola Band (Kadzidło), Edward Markocki Band (Zmyslówka-Podlesie), Kazimierz Kantor Band (Głowaczowa), Ban nhạc Swarni (Nowy Targ), Ban nhạc Kazimierz Meto (Glina), Ban nhạc Ludwik Młynarchot (Lipnica), Kujawska Atlantyda (Kujawy) và Trebunie-Tutki.

## Âm nhạc đại chúng thời kỳ đương đại

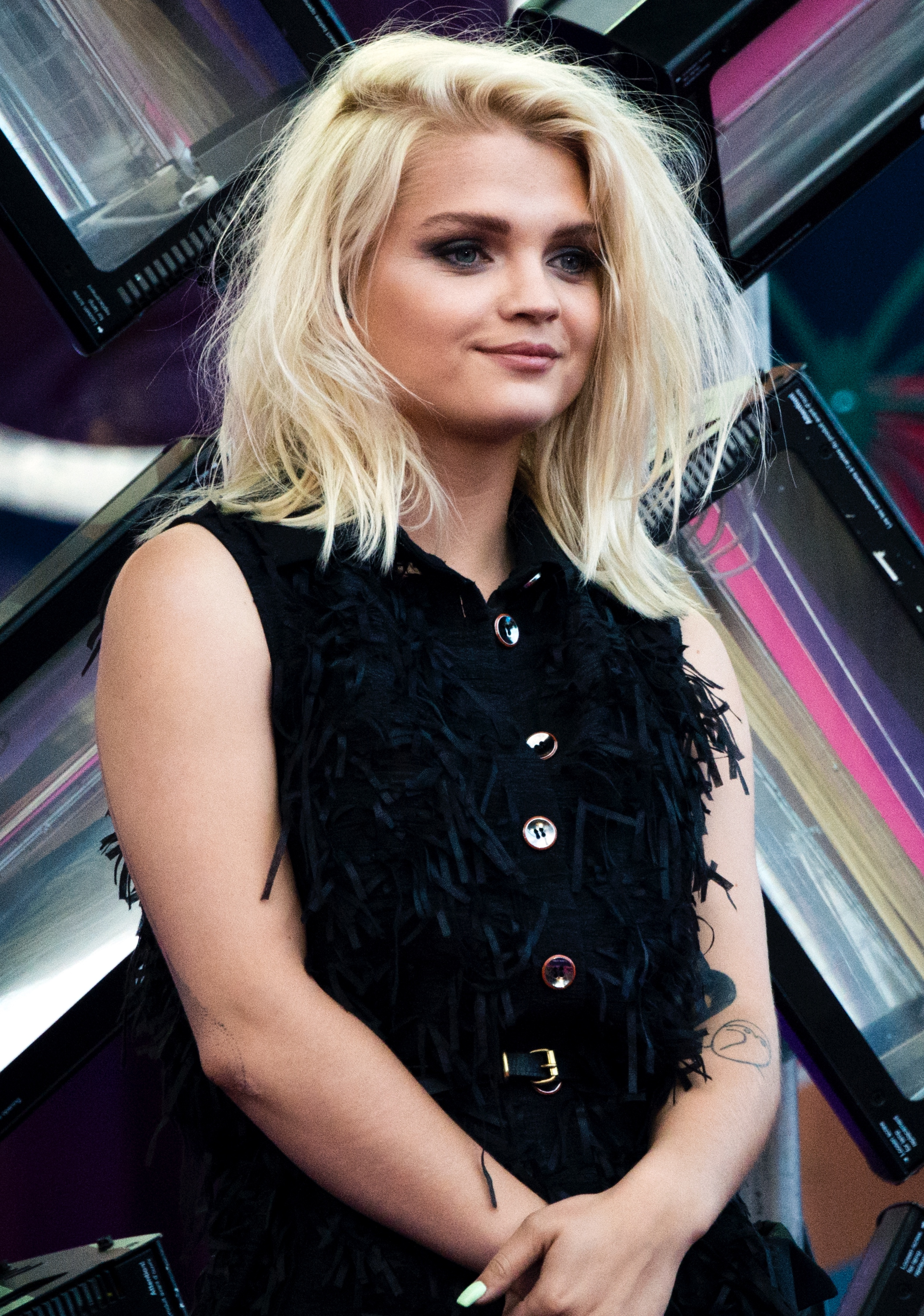
Margaret, một trong những ca sĩ Ba Lan được nổi tiếng nhất

Ba Lan luôn là một quốc gia rất cởi mở với mọi thể loại âm nhạc mới. Ngay cả trước khi chủ nghĩa cộng sản sụp đổ, các phong cách âm nhạc hiện đại như rock, heavy metal, jazz, nhạc điện tử và làn sóng mới đã được biết đến. Kể từ năm 1989, nền âm nhạc Ba Lan đã bùng nổ với những tài năng mới và phong cách đa dạng hơn.   

Hàng năm, một số lượng lớn các thanh niên Ba Lan trẻ tuổi sẽ tụ tập để xem trình diễn nhạc rock và nhạc alternative ở Jarocin, Żary, tại Lễ hội Woodstock Ba Lan ở Kostrzyn nad Odrą, Lễ hội Open'er và Lễ hội Tắt. Những sự kiện này thường thu hút hơn 250.000 người và có thể so sánh với các buổi biểu diễn ở Woodstock và Roskilde.
Trong nhạc jazz, các nhạc sĩ Ba Lan đã tạo ra một phong cách cụ thể, nổi tiếng nhất là ở thập niên 60 và 70. Một số nghệ sĩ jazz nổi tiếng của Ba Lan là: Krzysztof Komeda, Zbigniew Namysłowski, Adam Makowicz, Tomasz Stańko, Włodek Pawlik, Michał Urbaniak, Leszek Możdżer. Một số ca sĩ Ba Lan phổ biến nhất và thành công về mặt thương mại của thế kỷ 20 và 21 là Czesław Niemen, Edyta Górniak, Myslovitz, Doda, Maryla Rodowicz, Kamil Bednarek, Ewa Farna, Agnieszka Chylińska, Sylwia Grzeszczak, Michał Szpak, Edyta Bartosiewicz, Anna Maria Jopek, Kasia Nosowska, Dawid Podsiadło, Sarsa, Monika Brodka và Margaret.
Hai lễ hội âm nhạc đương đại lớn của Ba Lan là Lễ hội Opole và Lễ hội Sopot. Trong số các lễ hội quan trọng khác còn có: Jazz Jamboree, Rawa Blues Festival và Wratislavia Cantans.

## Heavy Metal

### Black Metal

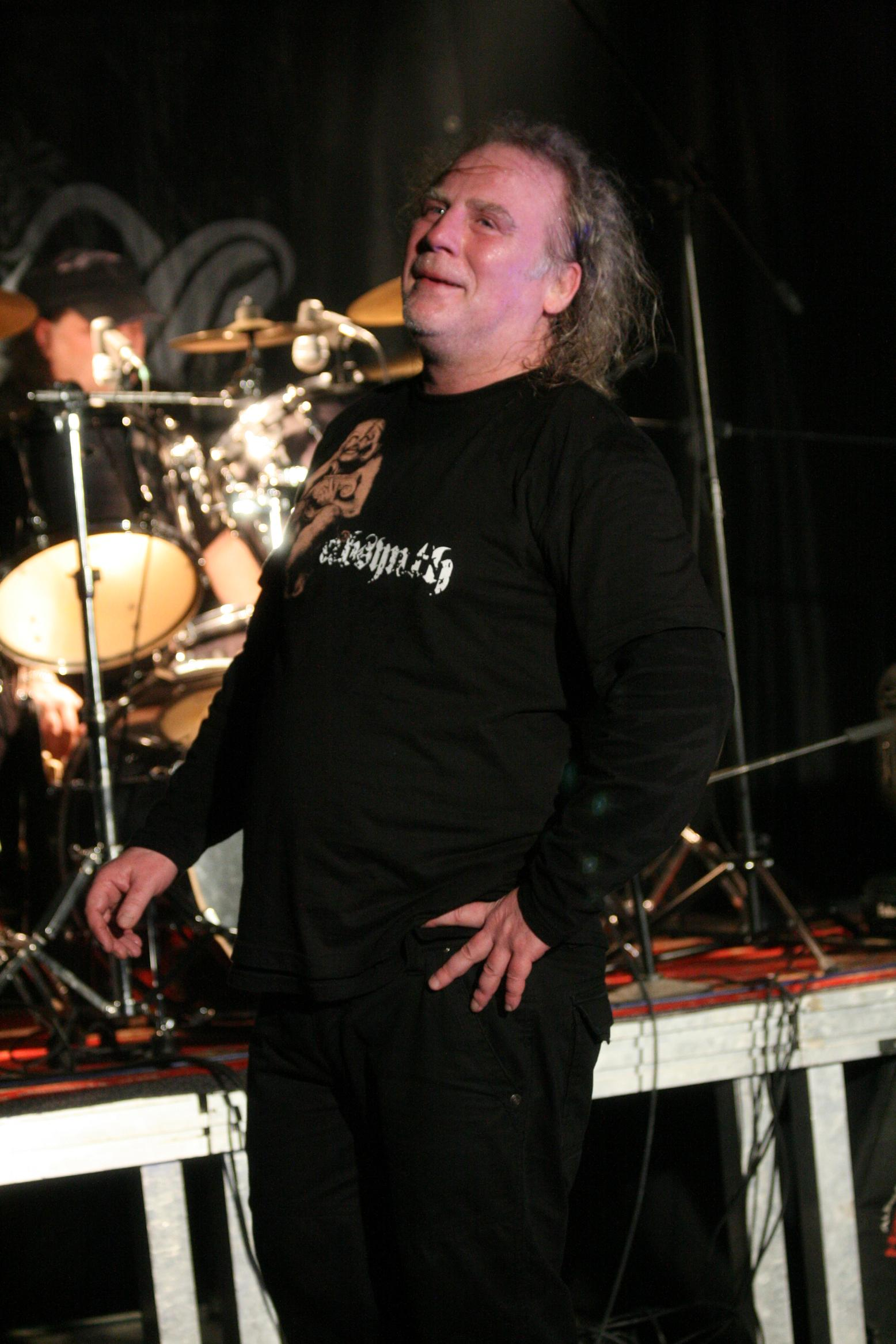
Roman Kostrzewski, cựu thủ lĩnh của Kat, một trong những ban nhạc Black Metal có sức ảnh hưởng nhất của Ba Lan, buổi biểu diễn năm 2010

Black Metal ở Ba Lan đã phát triển từ những năm 1980 dù các ban nhạc đầu tiên thuộc thể loại này xuất hiện vào đầu những năm 1990, với sự phát triển của phong trào Black Metal Na Uy. Một trong những ban nhạc Black Metal đầu tiên của Ba Lan được thành lập vào cuối năm 1979 là Kat từ Katowice, ban đầu được chia ra là thrash và heavy metal. Kat có ảnh hưởng lớn đến thể loại nhạc black metal ở Ba Lan, bằng cách sử dụng thanh âm gay gắt kết hợp với lời bài hát thẳng thắn châm biếm. Nhạc của Kat được truyền cảm hứng rất nhiều từ thơ của Tadeusz Miciński. Nhóm đã cải tổ nhiều lần trong những năm qua, và vẫn còn hoạt động với người đồng sáng lập (người chơi ghita) trong các dự án phòng thu. Sau một cuộc tranh cãi về việc đặt tên vào đầu những năm 2000, Kat & Roman Kostrzewski tiếp tục với cuộc sống riêng tư và các di sản âm nhạc của họ.
Các ban nhạc khác, được coi là là thuộc black metal vào những năm 1980, bao gồm Imperator (thành lập năm 1984) với cách tiếp cận đề tài "phản chúa" trong âm nhạc, và Vader (thành lập năm 1983) với lời bài hát theo chủ đề Satan, xuất hiện trên sân khấu với quần áo da và đinh nhọn. Thời kỳ hoạt động, Vader đã phát triển những âm thanh death metal với lời bài hát theo chủ đề huyền bí. Do đó, phong cách âm nhạc của Imperator gây tranh cãi; phải cải tổ hai lần vào những năm 1990, và cuối cùng đã phải tan rã vào năm 2000 chỉ với một album phòng thu được phát hành. Các ban nhạc black metal nhỏ hơn của Ba Lan những năm 1980 bao gồm Fantom (thành lập năm 1985), Scarecrow có nguồn gốc từ speed metal (hình thành năm 1987), thrash metal chịu ảnh hưởng bởi Bundeswehra (1988), Apocalyptic Slaughter (1988), Dethroner sau đổi tên thành Enormity (1987). Tất cả đều là những ban nhạc địa phương hoạt động trong thời gian ngắn ngủi, chỉ phát hành bản ghi demo.
Trong những năm 1990 một loạt các ban nhạc black metal phát triển, chẳng hạn như Đức Kitô Agony, Mussorgski (cả hai thành lập năm 1990), Behemoth, Besatt, Xantotol (tất cả thành lập năm 1991), Oppressor sau này đổi tên thành Baphomets Throne, Mastiphal, Graveland, Bắc, Taranis, Infernum (tất cả thành lập năm 1992), Hermh, Arkona, Thunderbolt, Profanum (tất cả thành lập năm 1993), Lux Occulta (thành lập năm 1994), Darzamat (thành lập năm 1995), Witchmaster (thành lập năm 1996), Crionics và Vesania (thành lập năm 1996) vào năm 1997). Sau album đầu tiên, Christ Agony đã ký hợp đồng với Công ty thu âm Adipocere của Pháp, sau đó đến Cacophonous, và sau đó đến Hammerheart. Họ đã nhận được sự chú ý trong một thời gian ngắn ở làng nhạc underground châu Âu, nhưng sau đó không gây được tiếng vang nhiều. Sau album thứ bảy vào năm 2009, Christ Agony cuối cùng đã ký hợp đồng với Nhà sản xuất Mystic và được công nhận ở Ba Lan với sự hỗ trợ từ các chuyến lưu diễn châu Âu.
Trong những năm đầu và giữa những năm 1990, Behemoth, Graoween, Infernum, Profanum, Kataxu và các ban nhạc khác đã phát triển một phong cách đặc biệt là black metal của Ba Lan, trong đó có cách sử dụng nhạc cụ mang tính khí và các âm thanh tự nhiên (ví dụ như tiếng gió, tiếng quạ kêu), trong khi vẫn bảo tồn giá trị âm nhạc cốt lõi. Behemoth nhanh chóng trở nên phổ biến ở làng nhạc underground với sự hỗ trợ từ nhân vật chính của Gravelands, Rob Darken, và sau đó với hãng đĩa có ảnh hưởng Avantgarde Music. Với trụ sở tại Gdańsk, ban nhạc cuối cùng đã phát triển rộng khắp, có ảnh hưởng mạnh mẽ đến black metal nói riêng và âm nhạc quốc tế nói chung. Các ban nhạc khác của thập niên 1990 như Baphomets Throne, North, Mussorgski, Besatt, Infernum vẫn đang hoạt động, nhưng đã được ký hợp đồng với các hãng đĩa underground, tuy vậy chưa bao giờ nhận được sự hoan nghênh từ quốc tế. Trong những năm sau đó, chỉ có Darzamat, sau một vài lần phát hành album, đã được ký hợp đồng với Massacre Records, nhưng sự công nhận trong thời gian ngắn ngủi tại châu Âu của họ đã bị phá vỡ bởi những thay đổi về mặt nội bộ thành viên. Vesania ký hợp đồng với Napalm Records, dù bị gián đoạn liên tục, đã phát hành ba album vào những năm 2000. Sau đó, Ba Lan đã chứng kiến sự phát triển của các ban nhạc như MasseMord, Mgła (cả hai thành lập năm 2000), Furia (thành lập năm 2003), Morowe (2006) và Blaze of Perdition (2007); mặc dù tất cả những điều này chỉ được biết đến trong làng underground.
Trong dòng nhạc Black Metal ở Ba Lan, có một số ban nhạc Black Metal xã hội chủ nghĩa quốc gia (NSBM) đáng chú ý như Veles (thành lập năm 1992), Gontyna Kry (thành lập năm 1993), Kataxu (1994), Ohtar (1996) và Sunwheel (1998). Tất cả đều thu hút sự quan tâm của Liên đoàn Chống phỉ báng và được coi là "thứ âm nhạc của sự thù hận". Đầu những năm 1990 NSBM cũng đã được Văn phòng Bảo vệ Nhà nước Ba Lan điều tra. Mặc dù Graoween cực kỳ nổi tiếng với những người hâm mộ NSBM và thường được xem là một ban nhạc xã hội chủ nghĩa quốc gia, Rob Darken từ chối nhãn hiệu này và nói với tạp chí Decibel: "Tôi không nghĩ Graoween là một ban nhạc NSBM. Graoween được coi là một ban nhạc NSBM vì những niềm tin chính trị của tôi, [mà] hầu hết mọi người sẽ gọi là cực hữu, những niềm tin vào một quốc gia xã hội chủ nghĩa. " 

### Thể loại Death Metal

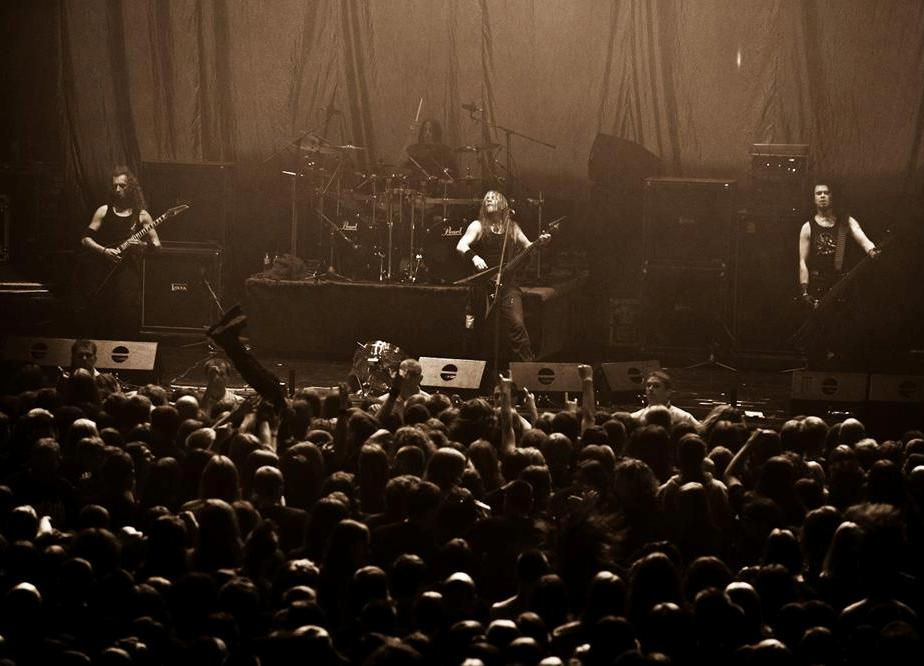
Vader là ban nhạc Death Metal lâu nhất của Ba Lan. (Trên hình khi biểu diễn tại Metal Hammer Festival ở Ba Lan năm 2011.)

Trong những năm 1980, Ba Lan đã phát triển một phong trào Death Metal sớm, mặc dù tại thời điểm đó, nhiều ban nhạc được gọi là Black Metal hoặc Thrash Metal, nhiều nghệ sĩ sau đó được phân thành nghệ sĩ Death Metal. Một số ban nhạc của thời kỳ này bao gồm Vader, khởi đầu là một nhóm thrash metal cổ điển (thành lập năm 1983), và những nhóm khác có nguồn gốc từ thể loại metal, như Imperator (thành lập năm 1984), Armagedon (thành lập năm 1986), Magnus (thành lập năm 1986) vào năm 1987), Ghost và Thanatos sau đó đổi tên thành Trauma (cả hai được thành lập năm 1988), Bloodlust và Betrayer (cả hai được thành lập vào năm 1989). Nhiều nhóm đã tan rã vào đầu những năm 1990 chỉ sau một album, mặc dù một số nhóm đã đạt được thành công trong underground ở châu Âu nhờ việc bán đĩa. Vader trở thành người duy nhất duy trì hoạt động kể từ khi thành lập và đạt được một số lượng lớn người hâm mộ từ khắp nơi trên thế giới, với các album xếp hạng cao ở Ba Lan, Đức và Nhật Bản, phân phối bởi các hãng thu như Earache Records, Metal Blade Records, và Nucle Blast. Trong khi Trauma cũng hoạt động năng nổ kể từ khi thành lập, họ không bao giờ đạt được sự công nhận tương tự. Kể từ cuối những năm 2000, một số ban nhạc "cổ điển" như Magnus, Armagedon và Merciless Death đã được cải tổ, và vẫn hoạt động đến nay.
Vào những năm 1990, một làn sóng death metal thứ hai đã được tràn vào với các ban nhạc như Violent Dirge, Lost Soul, Hazael, Hate, Pandemonium (tất cả được thành lập vào năm 1990), Cerebral Concussion sau đó đổi tên thành Devilyn, Prophecy, Dies Irae (tất cả được thành lập vào năm 1992), Sceptic (thành lập năm 1994), Decapitated, và Yattering (cả hai thành lập năm 1996). Âm nhạc với trình độ kỹ thuật cao của Violent Dirge đã trở thành mối quan tâm của hãng thu âm nổi tiếng Nucle Blast, hãng sau đó đã phát hành album nhóm. Mặc dù vậy, Violent Dirge đã tan rã vào năm 1995 sau khi phát hành một số bản demo và hai album underground với thành công chỉ còn trong khu vực Ba Lan. Hazael cũng là đối tượng đáng chú ý từ hãng thu âm phía đông Century Media Records. Nhưng việc ký hợp đồng và thu âm album cho nhãn hiệu mà họ đã bỏ, đã dẫn đến sự tan rã của ban nhạcvvào năm 1996, sau đó họ tiếp tục cải tổ vào năm 2014.
Sự công nhận ở châu Âu đã khiến các ban nhạc như Devilyn được ký hợp đồng với Recordable Records, Yattering ký một hợp đồng thu âm với Season of Mist cho lần phát hành thứ hai của họ, và Prophecy đã ký hợp đồng với Koch International. Sau khi mất đi sự nổi tiếng, Prophecy đã tạm dừng hoạt động vào năm 1999 và cải tổ vào năm 2004, nhưng cuối cùng đã chia tay làng nhạc vào năm 2010, trong khi Devilyn và Yattering tan rã vào năm 2006. Sau khi một số album ngầm đạt được sự công nhận quốc tế vào những năm 2000 sau khi ký hợp đồng với Recordable Records, và Napalm Records, Dies Irae, đã cải tổ vào năm 2000 bao gồm các thành viên của Vader đã ký với Metal Blade Records, liên tục phát hành ba album cho đến khi xảy ra vụ việc về cái chết của tay trống của họ.
Vào cuối những năm 1990, Decapited đã ký kết với Wicky World, một công ty con của Earache Records. Ban nhạc đã phát hành một số album, đạt được sự hoan nghênh từ khán giả quốc tế sau khi cải tổ vào năm 2009, và thêm một hợp đồng thu âm mới với Nucle Blast. Sau khi cải tổ vào năm 1997, Lost Soul đã ký hợp đồng với Relapse Records để phát hành album đầu tay của họ. Năm 2006, ban nhạc tạm ngừng hoạt động và mất đi sự nổi tiếng nhỏ nhoi ở châu Âu. Họ một lần nữa thay đổi vào năm 2009 và ký hợp đồng với một hãng thu underground ở Ba Lan và thỉnh thoảng đi tour ở quê nhà. Đầu những năm 2000, với việc phát hành album thứ ba, Skeptic đã ký hợp đồng với Candlelight Records. Vì chỉ lưu diễn ở Ba Lan, hãng này cuối cùng đã bỏ Skeptic khỏi danh mục của họ. Các nhóm death metal nhỏ khác của Ba Lan hoạt động chủ yếu trong giới underground châu Âu bao gồm Stillborn (thành lập năm 1997), Azarath (thành lập năm 1998), Deivos (thành lập năm 1999) và Masachist (thành lập năm 2006) trong số những người khác. Mặc dù được thành lập vào năm 1991 với tư cách là một ban nhạc black metal, Behemoth đạt được sự ca ngợi quốc tế vì sự hòa trộn giữa black metal và death metal, với một album được chứng nhận Gold ở Ba Lan và ba bảng xếp hạng trên Billboard 200 ở Mỹ.

### Thể loại Thrash Metal

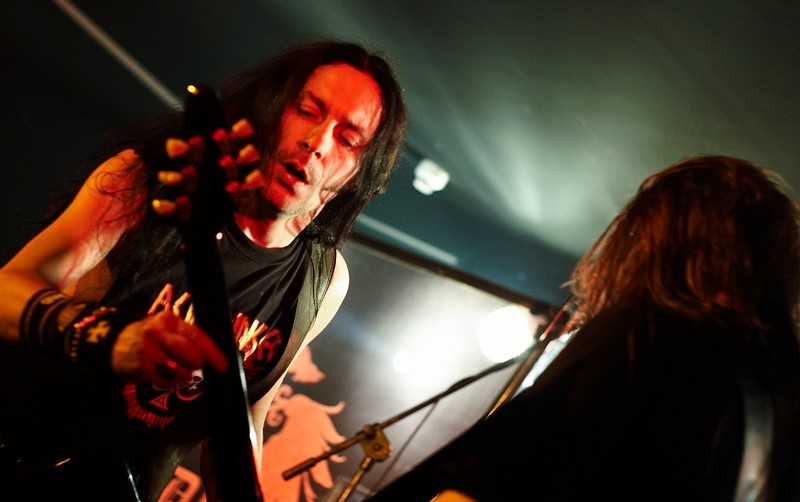
Tomasz Pukacki của Acid Drinkers, một trong những ban nhạc Thrash Metal nổi tiếng nhất Ba Lan. (Trên hình trong khi biểu diễn năm 2007)

Đầu những năm 1980, dưới sự ảnh hưởng của làn sóng thrash metal từ Mỹ, Ba Lan đã phát triển thể loại thrash metal riêng của họ. Các ban nhạc của thời kỳ này bao gồm Kat bắt đầu như nhóm speed, heavy metal (thành lập vào cuối năm 1979), Turbo (thành lập năm 1980) với nguồn gốc từ rock, và heavy metal, và các nhóm khác với âm thanh metal mạnh mẽ như Kreon, Dragon (cả hai được thành lập tại 1984), Destroyers, Hamer (cả hai thành lập năm 1985), Quo Vadis, Alastor, Hunter, Wolf Spider, Acid Drinkers (tất cả được thành lập vào năm 1986) và Egzekuthor (thành lập năm 1987) trong số những nhóm khác. Những năm 1980 cũng là hoạt động lớn nhất của thể loại thrash metal ở Ba Lan, với lễ hội Metalmania có tổ chức tại Katowice, nơi thành lập của một số ban nhạc. Các ban nhạc như Destroyers, Hamer, Dragon, Wolf Spider, trở thành chủ đề nóng thu hút sự chú ý của các hãng thu âm quốc gia Pronit và Polton. Detroyers tiếp tục biểu diễn cho đến đầu năm 1990, với các album được phát hành bởi các hãng thu âm quốc gia khác là Tonpress và Arlingtonkie Nagrania Muza. Wolf Spider sau khi phát hành bốn album đã tan rã vào năm 1991, sau đó được cải tổ vào năm 2011. Dragon trong những năm sau đó đã phát triển phong cách ảnh hưởng đến death metal, và vẫn hoạt động cho đến năm 2000 với năm album được phát hành. Trong khi đó, Hamer sau cải cách nhiều lần vẫn hoạt động đến nay.
Turbo cùng sự nổi tiếng của họ dựa trên bài hát "Dorosłe dzieci" đã đánh dấu sự xuất hiện với thể loại thrash metal sau hai album chỉ được phát hành ở Ba Lan. Một số nỗ lực vượt qua biên giới Ba Lan đã được thực hiện với các album tiếng Anh được phát hành bởi hãng thu âm tiếng Đức, Record Metal Master của Ý và công ty con Music for Nations của British Under One Flag. Với các vấn đề về hộ chiếu, Turbo vẫn chỉ có thể hoạt động trong nước dù phát hành mười một album. Với cách tiếp cận tương tự Kat, sau khi một số đĩa đơn được phát hành tại Ba Lan, ban nhạc đã được ký hợp đồng với hãng Ambush Records của Bỉ để phát hành album đầu tay. Nhóm đã cải tổ nhiều lần trong nhiều năm và vẫn hoạt động với người đồng sáng lập - guitarist của họ. Trong khi sau khi tranh chấp bản quyền tên vào đầu những năm 2000, Kat &amp; Roman Kostrzewski vẫn tiếp tục hoạt động với di sản âm nhạc của họ.
Dưới thỏa thuận thu âm của hãng Under One Flag cho ba album, Acid Drinkers là một ban nhạc Ba Lan khác đã cố gắng lưu diễn bên ngoài đất nước. Trong suốt cuộc cách mạng năm 1989, các nhạc sĩ đã bảo lưu hộ chiếu của họ, nhưng sau những vấn đề về thị thực, nỗ lực đó đã bị ngăn cản. Chỉ hoạt động trong Ba Lan, nhóm cũng đã nhận được sự sùng bái với mười ba album được phát hành, một vài trong số đó được ghi nhận trên Bảng xếp hạng Album Ba Lan. Các ban nhạc khác như Quo Vadis và Alastor vẫn hoạt động trong giới underground để kết hợp trong những năm sau đó với thể loại quen thuộc, death hoặc progresive metal. Egzekuthor tách ra vào năm 1992 sau một album, được cải tổ vào năm 2002, sau đó giải tán vào năm 2008 trước khi nỗ lực phòng thu thứ hai được phát hành. Trong khi đó, Hunter đã đợi đến năm 1995 để phát hành album đầu tiên đạt được sự hoan nghênh ở Ba Lan cùng với những album năm 2000. Mặc dù sau nhiều năm tránh xa phong cách thrash metal, Hunter đã nhận được đề cử cho Fryderyk, một giải thưởng thường niên của nền âm nhạc Ba Lan, được trao cho một số bản thu trên Bảng xếp hạng Album Ba Lan đã được ghi nhận, với các bài hát được phát sóng thường xuyên. Những năm sau đó, một số nhóm nhạc thrash metal đã phát triển, tuy vậy, không một nhóm nào trong số họ nhận được sự hoan nghênh tương tự như những năm 1980. Một số nhóm trong đó bao gồm Geisha Goner (thành lập năm 1990), Tuff Enuff (thành lập năm 1992), Flapjack, Myopia (cả hai thành lập năm 1993), Horrorscope (thành lập năm 1996), Virgin Snatch, Alkatraz (cả hai thành lập năm 2001).

### Thể loại Gothic Metal

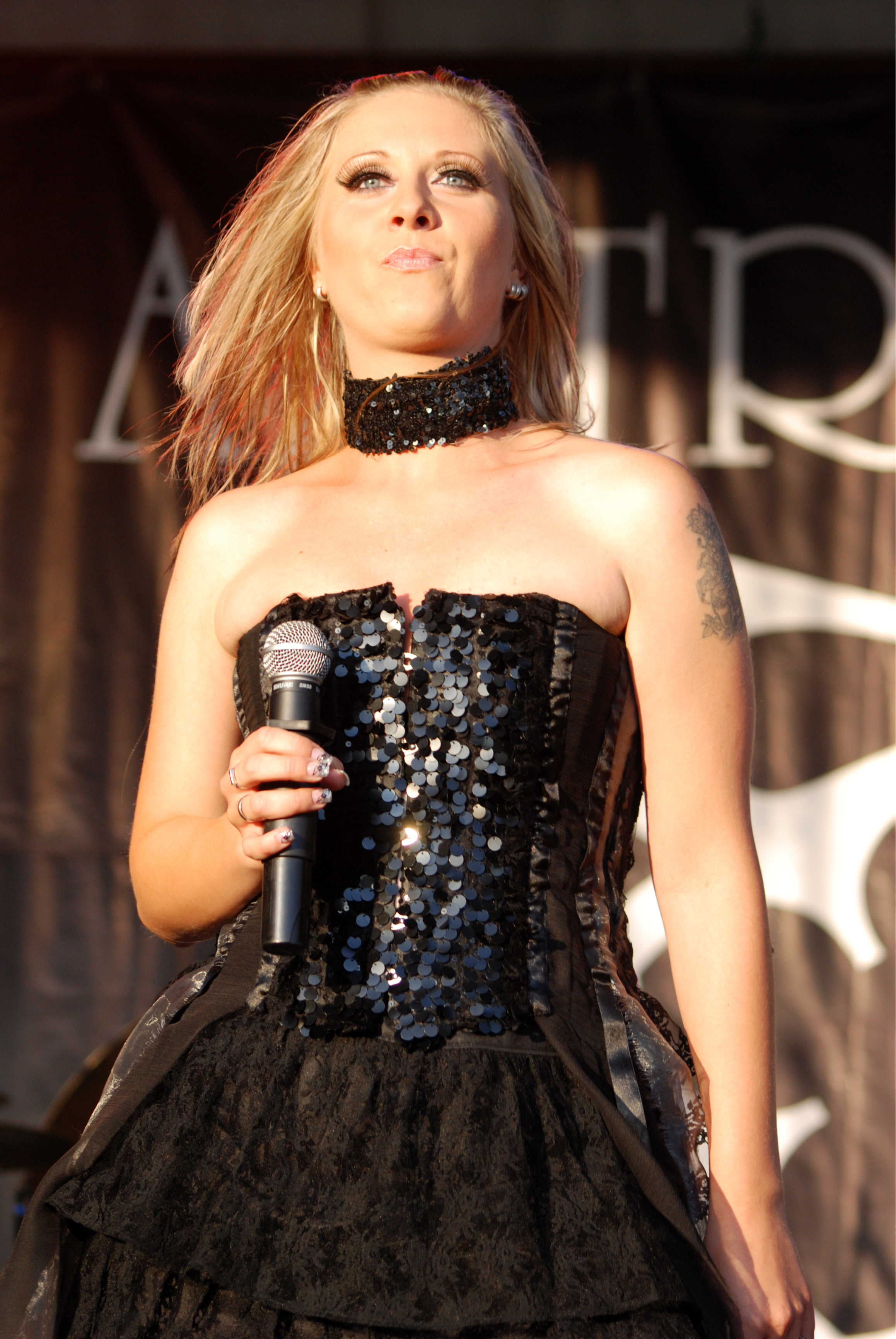
Magdalena "Medeah" Dobosz, giọng ca chính của một trong những ban nhạc gothic metal nổi tiếng nhất Ba Lan, Artrosis. (Ảnh trong khi biểu diễn năm 2009.)

Ba Lan đã phát triển gothic metal của họ vào những năm 1990, mặc dù đã can thiệp vào phong trào nhạc rock gothic ngay từ đầu, tập trung vào Lễ hội Castle Party được thành lập năm 1994. Dòng nhạc được lấy cảm hứng từ các ban nhạc Ba Lan như Closterkeller, Pornografia, Fading Colors (tất cả được thành lập vào những năm 1980), và trong những năm sau đó bởi các nghệ sĩ Anh như Paradise Lost, My Dying Bride, Anathema và Tragedy của Na Uy. Các ban nhạc gothic Ba Lan đã phát triển âm thanh của họ từ nhiều phong cách khác nhau như rock, black, death và doom metal, bao gồm Battalion Keyboardmour (thành lập năm 1989), Neolithic, Moonlight (cả hai thành lập năm 1991), Sacriversum, Sirrah (cả hai thành lập năm 1992), Hermh, Cemtery of Scream (cả hai thành lập năm 1993), Hefeystos và Tower (cả hai thành lập năm 1994). Hầu hết các ban nhạc gothic metal của Ba Lan từ những năm 1990 chỉ được công nhận ở Ba Lan, hoặc ở châu Âu trong thời gian ngắn. So với phong trào black metal hoặc death metal, gothic metal có phần ít phổ biến hơn.
Mặc dù được coi là một ban nhạc rock, Closterkeller đã đưa ra gothic metal vào cuối những năm 1990. Với chín album tiếng Ba Lan và tiếng Anh được phát hành cho đến năm 2011, họ đã trở thành ban nhạc gothic Ba Lan có ảnh hưởng nhất. Battalion Keyboardmour với lời bài hát đầy chất thơ của họ đã trở nên phổ biến với các album của thập niên 1990. Witch đã biến mất sau khi thay đổi giọng ca chính của nhóm vào đầu những năm 2000. Ban nhạc đã phát hành album cuối cùng của họ vào năm 2005. Neolithic đã ký hợp đồng với Adipocere Records của Pháp với thể loại doom và progressive metal, cùng hai album được phát hành vào năm 2006 với sự công nhận ngắn hạn ở nước sở tại. Moonlight hoạt động cho đến năm 2007 khi đã phát hành một số album vào năm 2000 theo phong cách gothic metal cho âm thanh trip hop và rock. Được cải tổ nhiều lần trong nhiều năm, Hermh đã đi đến giao hưởng black metal với lời bài hát theo chủ đề ma cà rồng dù là dự án phòng thu. Cemetery of Scream sau năm album phát hành cho đến năm 2009 vẫn còn hoạt động. Hefeystos với âm thanh progressive rock đã phát hành hai album, cuối cùng tách ra vào năm 2000, trong khi Tower bị giải tán vào cuối những năm 1990, cũng với hai album được phát hành. Chỉ có Sirrah đạt được sự công nhận ngắn hạn ở châu Âu với một hợp đồng thu âm từ Music for Nations. Nhóm tan rã năm 1998, đã được cải tổ vào năm 2013 và vẫn hoạt động.
Làn sóng thứ hai của các ban nhạc gothic bao gồm Artrosis, Lorien (cả hai thành lập năm 1995), Aion, Desdemona (cả hai thành lập năm 1996), Sator sau đổi tên thành Delight (thành lập năm 1997) và Via Mistica (thành lập năm 1998). Artrosis nhanh chóng trở nên phổ biến ở Ba Lan với các album được phát hành bởi hãng thu âm địa phương Morbid Noizz Productions. Vào cuối những năm 1990, Artrosis trở thành chủ đề được quan tâm từ hãng Hall of Sermon của Tilo Wolffs, phát hành phiên bản tiếng Anh của một trong những album của họ. Band đã trở nên nổi tiếng vào đầu những năm 2000 với một hợp đồng từ Metal Mind Productions. Ban nhạc Till 2011 đã phát hành bảy album tiếng Ba Lan và bốn album tiếng Anh còn hoạt động. Điểm nổi bật của Loriens là album đầu tay được phát hành bởi các hãng underground ở Châu Âu, Hoa Kỳ và Úc với sự quảng bá bởi Đài phát thanh của Ba Lan tại quê nhà. Sau nhiều lần thay đổi dòng sản phẩm và thêm một album được phát hành, Lorien đã tách ra vào năm 2005. Tám năm sau, nhóm được cải tổ và vẫn hoạt động. Trong khi đó, Aion đạt được một số lời khen ngợi ở châu Âu với hai album được phát hành bởi Massacre Records và Impact Records. Trong những năm sau đó, ban nhạc vẫn hoạt động trong nước với hợp đồng thu âm từ Metal Mind Productions. Sau khi thay đổi phong cách sang heavy metal hiện đại trong album thứ năm, Aion đã tan rã vào năm 2004.
Mặc dù album đầu tay của Desdemonas được phát hành tại Nhật Bản, ban nhạc đã trở thành nghệ sĩ địa phương với các album được phát hành bởi Metal Mind Productions, cuối cùng đã bỏ phong cách gothic metal với bốn album phát hành cho đến năm 2014 và hợp đồng thu âm từ Danse Macabre Records. Với âm thanh phát ra từ power metal đạt được sự công nhận ở Ba Lan với sự hỗ trợ từ việc lưu diễn rộng rãi, và một số album tiếng Ba Lan và tiếng Anh được phát hành vào đầu những năm 2000. Vào năm 2005 sau khi biểu diễn tại Wave Gotik Treffen ở Đức, Delight đã ký kết với Roadrunner Records, mặc dù sau khi một album được phát hành, nhóm đã bị giải tán mà không có tuyên bố chính thức. Trong khi đó, Via Mistica vẫn là một nghệ sĩ địa phương với ba album được phát hành vào đầu những năm 2000. Trong những năm sau đó, một số ban nhạc gothic metal đã phát triển, bao gồm các hoạt động như Mystherium (thành lập năm 2001), Ciryam (thành lập năm 2003), UnSun (thành lập năm 2006), và NeraNature (thành lập năm 2009). Chỉ UnSun đạt được sự hoan nghênh từ quốc tế với hợp đồng thu âm từ Century Media Records, và xếp hạng album ở Nhật Bản, mặc dù sau khi hai album phát hành, nhóm đã bị gián đoạn do vấn đề với sức khỏe của ca sĩ chính.